# CHST2
Ugljeno hidratna sulfotransferaza 2 je enzim koji je kod ljudi kodiran genom CHST2, nalazi se na kratkom (p) kraku 3. hromozoma. Dužina polipeptidnog lanca proteina je 530 aminokiselina, a molekulska težina 57.857.7

## Dopunska literatura
- Bernstein HB, Compans RW (1992). „Sulfation of the human immunodeficiency virus envelope glycoprotein.”. J. Virol. 66 (12): 6953—9. PMC 240329 . PMID 1433500. doi:10.1128/JVI.66.12.6953-6959.1992.
- Shilatifard A, Merkle RK, Helland DE,  . (1993). „Complex-type N-linked oligosaccharides of gp120 from human immunodeficiency virus type 1 contain sulfated N-acetylglucosamine.”. J. Virol. 67 (2): 943—52. PMC 237448 . PMID 8419650. doi:10.1128/JVI.67.2.943-952.1993.
- Uchimura K, Muramatsu H, Kadomatsu K,  . (1998). „Molecular cloning and characterization of an N-acetylglucosamine-6-O-sulfotransferase.”. J. Biol. Chem. 273 (35): 22577—83. PMID 9712885. doi:10.1074/jbc.273.35.22577 .
- Uchimura K, Muramatsu H, Kaname T,  . (1998). „Human N-acetylglucosamine-6-O-sulfotransferase involved in the biosynthesis of 6-sulfo sialyl Lewis X: molecular cloning, chromosomal mapping, and expression in various organs and tumor cells.”. J. Biochem. 124 (3): 670—8. PMID 9722682. doi:10.1093/oxfordjournals.jbchem.a022164.
- Tu L, Murphy PG, Li X, Tedder TF (1999). „L-selectin ligands expressed by human leukocytes are HECA-452 antibody-defined carbohydrate epitopes preferentially displayed by P-selectin glycoprotein ligand-1.”. J. Immunol. 163 (9): 5070—8. PMID 10528213. doi:10.4049/jimmunol.163.9.5070 .
- Sakaguchi H, Kitagawa H, Sugahara K (2000). „Functional expression and genomic structure of human N-acetylglucosamine-6-O-sulfotransferase that transfers sulfate to beta-N-acetylglucosamine at the nonreducing end of an N-acetyllactosamine sequence.”. Biochim. Biophys. Acta. 1523 (2–3): 269—76. PMID 11042394. doi:10.1016/s0304-4165(00)00136-7.
- Okuda T, Mita S, Yamauchi S,  . (2001). „Molecular cloning, expression, and chromosomal mapping of human chondroitin 4-sulfotransferase, whose expression pattern in human tissues is different from that of chondroitin 6-sulfotransferase.”. J. Biochem. 128 (5): 763—70. PMID 11056388. doi:10.1093/oxfordjournals.jbchem.a022813.
- Li X, Tu L, Murphy PG,  . (2001). „CHST1 and CHST2 sulfotransferase expression by vascular endothelial cells regulates shear-resistant leukocyte rolling via L-selectin.”. J. Leukoc. Biol. 69 (4): 565—74. PMID 11310842. S2CID 8888883. doi:10.1189/jlb.69.4.565 .
- Uchimura K, El-Fasakhany FM, Hori M,  . (2002). „Specificities of N-acetylglucosamine-6-O-sulfotransferases in relation to L-selectin ligand synthesis and tumor-associated enzyme expression.”. J. Biol. Chem. 277 (6): 3979—84. PMID 11726653. doi:10.1074/jbc.M106587200 .
- Strausberg RL, Feingold EA, Grouse LH,  . (2003). „Generation and initial analysis of more than 15,000 full-length human and mouse cDNA sequences.”. Proc. Natl. Acad. Sci. U.S.A. 99 (26): 16899—903. Bibcode:2002PNAS...9916899M. PMC 139241 . PMID 12477932. doi:10.1073/pnas.242603899 .
- Grunwell JR, Rath VL, Rasmussen J,  . (2003). „Characterization and mutagenesis of Gal/GlcNAc-6-O-sulfotransferases.”. Biochemistry. 41 (52): 15590—600. PMID 12501187. doi:10.1021/bi0269557.
- de Graffenried CL, Bertozzi CR (2003). „Golgi localization of carbohydrate sulfotransferases is a determinant of L-selectin ligand biosynthesis.”. J. Biol. Chem. 278 (41): 40282—95. PMID 12855678. doi:10.1074/jbc.M304928200 .
- Ota T, Suzuki Y, Nishikawa T,  . (2004). „Complete sequencing and characterization of 21,243 full-length human cDNAs.”. Nat. Genet. 36 (1): 40—5. PMID 14702039. doi:10.1038/ng1285 .
- de Graffenried CL, Bertozzi CR (2004). „The stem region of the sulfotransferase GlcNAc6ST-1 is a determinant of substrate specificity.”. J. Biol. Chem. 279 (38): 40035—43. PMID 15220337. doi:10.1074/jbc.M405709200 .
- Gerhard DS, Wagner L, Feingold EA,  . (2004). „The status, quality, and expansion of the NIH full-length cDNA project: the Mammalian Gene Collection (MGC).”. Genome Res. 14 (10B): 2121—7. PMC 528928 . PMID 15489334. doi:10.1101/gr.2596504.
- Chen L, Ichihara-Tanaka K, Muramatsu T (2005). „Role of the carboxyl-terminal region in the activity of N-acetylglucosamine 6-o-sulfotransferase-1.”. J. Biochem. 136 (5): 659—64. PMID 15632306. doi:10.1093/jb/mvh162.
- Kanoh A, Seko A, Ideo H,  . (2007). „Ectopic expression of N-acetylglucosamine 6-O-sulfotransferase 2 in chemotherapy-resistant ovarian adenocarcinomas.”. Glycoconj. J. 23 (5–6): 453—60. PMID 16897186. S2CID 22628478. doi:10.1007/s10719-006-6979-6.